# Tina Wunderlich
Tina Wunderlich, född den 10 oktober 1977 i Bad Berleburg, Tyskland, är en tysk fotbollsspelare. Vid fotbollsturneringen under OS 2000 i Sydney deltog hon i det tyska lag som tog brons.